# Рустам

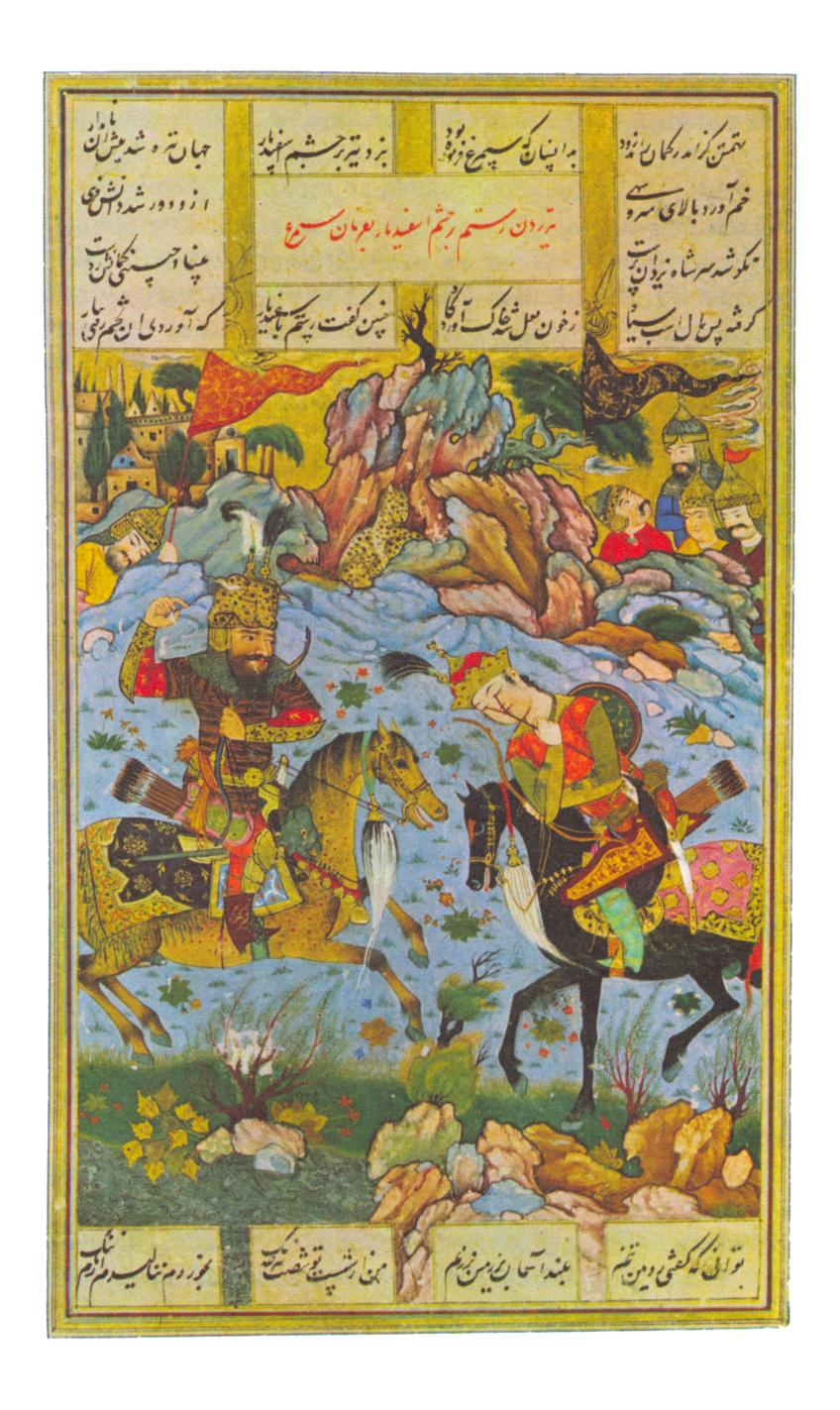
Рустам та Ісфандіяр

Рустам (перс. رستم Ростам, арабська транслітерація: Рустам, тюркська транслітерація: Рустем) — легендарний герой ірано-таджицького народного епосу, одна з центральних фігур твору Фірдоусі «Шах-наме».

## Сюжет
Поема про богатира Рустама (та його сина Сухраба) в «Шах-наме» займає більше третини від загального обсягу. Рустам з Сіявушем та Ісфандіяром — головні епічні герої. Основним матеріалом для Фірдоусі при створенні образу ви'явився цикл сакко-согдійських оповідей про легендарного богатира.
Рустам народився в Забулістані (перс. زابلستان), країні, що лежить на межі Ірану і Афганістану. З'явився на світ майбутній герой з допомогою кесаревого розтину, зробити який порадив його батькам чарівний птах-сокіл Сімург. Рустам проявив себе, ще дитиною, володіючи незвичайною силою, мужністю, розумом і шляхетністю. Син Ірану, що зображується в поемі як «країна світла», він постійно протистоїть Турану, країні мороку й демонів, і його повелителю Афрасіабу. Знаходячись на службі у нерозумного й злостивого шаха Персії Кай Кабуса, Рустам скоює безліч подвигів, постійно виручаючи свого повелителя: перемагає дракона і лева, руйнує підступні плани злої чаклунки, перемагає і вбиває девів і демонів, звільняє з полону шаха, засліпленого чаклунством Білого Дева.
Великою поміччю для героя є його бойовий кінь Рахма (Блискавка) — вірний, могутній і мудрий. Коли, знаходячись на полюванні в Турані, під час сну Рустама, Рахму викрав загін тюрків, герой у пошуках свого коня приходить в місто Саманган. Тут він закохався у доньку місцевого шаха Тахміну, і одружився з нею. Знайшовши Рахму, Рустам наступного дня після шлюбної ночі покидає свою дружину і виїжджає до Ірану, а Тахміна народжує через «сорок семиднівок» сина Сухраба. Коли хлопчик підріс, мати розповідає йому про батька і дає браслет з дорогоцінним рубіном, який спеціально залишив Рустам і по якому той повинен був впізнати сина. Сухраб вирушає на пошуки батька, здійснює безліч подвигів, але унаслідок випадковості гине на поєдинку з власним батьком, що впізнав його лише потім за каменем на браслеті. Згідно з легендою, Рустам прожив більше ніж 500 років, після чого загинув через зраду з боку членів своєї ж родини.
Переказ про Рустама й Сухраба має багато спільного з німецькими і кельтськими героїчними легендами і міфами.

### Тексти
- Ілюстрована та адаптована оповідь про Рустама [Архівовано 12 вересня 2013 у Wayback Machine.] з «Шах-наме» (The Asia Society). (англ.)
- Повний текст «Шах-наме» перською мовою. (перс.)
- «Шах-наме» [Архівовано 17 липня 2009 у Wayback Machine.]. (перс.)

### Мініатюри
- Колекція ілюстрацій та мініатюр з «Шах-наме» [Архівовано 10 лютого 2009 у Wayback Machine.]. (англ.)
- Ілюстрації з колекції Стенфордського університету (англ. Stanford University). (англ.)
- «Шах-наме» [Архівовано 19 жовтня 2020 у Wayback Machine.] в Музеї Метрополітан (англ. The Metropolitan museum of Art). (англ.)